# 要素主义
精粹主義是一种教育理论，强调儿童应该学习传统的基础学科，并且学习应该 透彻、严格。一个要素主义者通常编制教给儿童进步的程序，从较简单的技能到较复杂的技能。
一个精粹主义者通常教相似的一组学科：阅读、写作、文学、外语、历史、数学、科学、社會、資訊科技、体育、艺术和音乐。
威廉·巴格莱（William Bagley，1874年-1946年）是历史上一位重要的要素主义者。
与精粹主义相关的是文化素养（cultural literacy）运动，鼓吹将教给一组共同的（假定具有）核心知识教给文化或社会成员。参见E.D. Hirsch。